# نفت خام تاپیس
نفت خام تاپیس، (انگلیسی: Tapis crude) نفت خام مالزی است، که به عنوان یک معیار قیمت گذاری در سنگاپور مورد استفاده قرار می‌گیرد.
در حالی که در بازار نفت برنت یا وست تگزاس اینترمیدیت، معامله‌ای انجام نشود، از این شاخص به عنوان معیار قیمت نفت، در بازارهای آسیا و استرالیا استفاده می‌شود.